# Kanton Le Rheu
 Le Rheu is een kanton van het Franse departement Ille-et-Vilaine. Het kanton maakt deel uit van het arrondissement Rennes .

In 2020 telde het 44.542 inwoners.

Het kanton werd gevormd ingevolge het decreet van 18 februari 2014 met uitwerking op 22 maart 2015, met Le Rheu als hoofdplaats.

## Gemeenten
Het kanton omvat volgende 9 gemeenten:
- Bréal-sous-Montfort
- La Chapelle-Thouarault
- Chavagne
- Cintré
- L'Hermitage
- Mordelles
- Le Rheu
- Le Verger
- Vezin-le-Coquet